# Marion Zimmer Bradley
Marion Eleanor Zimmer Bradley (Albany (New York), 3 juni 1930 - Berkeley (Californië), 25 september 1999) was een Amerikaanse auteur van fantasy, historische fantasy, science fiction en science fantasy romans en is het meest bekend van de Arthuriaanse fictieroman The Mists of Avalon en de Darkover-serie. Hoewel ze bekend stond om het feministische perspectief in haar schrijven, werd haar reputatie postuum ontsierd door meerdere beschuldigingen van seksueel misbruik en verkrachting van kinderen door twee van haar kinderen, Mark en Moira Greyland en voor het helpen van haar tweede echtgenoot, de veroordeelde pedofiel Walter H. Breen, bij het verkrachten en misbruiken van meerdere niet-verwante kinderen.

## Levensloop
Geboren op een boerderij in Albany tijdens De Grote Depressie, begon zij met schrijven in 1949 en verkocht haar eerste verhaal Woman Only aan het tijdschrift Vortex Science Fiction in 1952. Bradley werd op 5 juli 1947 op haar zeventiende gedoopt in de Christ Church Cathedral (Episcopal) in Hartford, Connecticut. Zij was gehuwd met Robert Alden Bradley vanaf 26 oktober 1949 tot hun scheiding op 19 mei 1964. Na haar scheiding huwde zij snel met Walter H. Breen op 3 juni 1964. Zij bleven gehuwd tot hun scheiding op 9 mei 1990. Tijdens de jaren 50 werd zij geïntroduceerd bij de culturele en campagne voerende lesbische groep de Dochters van Bilitis. In 1965 behaalde ze een Bachelor of Arts aan de Hardin Simmons Universiteit in Abilene, Texas. Daarna verhuisde ze naar Berkeley, Californië om haar diploma te halen aan de Universiteit van Californië - Berkeley tussen 1965 en 1967. Haar oudste kind, David R. Bradley en haar broer, Paul Edwin Zimmer, waren ook schrijvers van fantasy en sciencefiction. Haar dochter, Moira Stern (Breen), is een professionele harpiste en zangeres. Met Breen had zij ook nog een zoon Patrick. In 1966 was zij medeoprichtster van de Society for Creative Anachronism. Ook was ze betrokken bij de oprichting van enkele lokale groepen, waaronder een in New York na haar verhuizing naar Staten Island.
Bradleys gezondheid ging jarenlang achteruit en ze stierf in 1999, vier dagen, nadat ze een verlammende hartaanval had ondergaan. Haar as werd twee maanden later verspreid bij Glastonbury Tor in Somerset.

## Literaire carrière
Bradley was de redacteur van de langlopende reeks bloemlezingen Sword and Sorceress waarin de voorkeur werd gegeven aan fantasyverhalen met originele en niet-traditionele heldinnen van jonge, startende schrijvers. Hoewel zij in het bijzonder jonge vrouwelijke auteurs aanmoedigde, nam ze ook bijdragen van mannen op in haar anthologieën. Zij had vaak een grote groep schrijvers op bezoek in Berkeley. Bradley was bezig met het redigeren van haar laatste editie van Sword and Sorceress tot de week voor haar dood.
Zij creëerde de planeet Darkover als de setting voor haar eigen serie. Ze schreef zelf een groot aantal Darkoververhalen en werkte later samen met andere, meestal onbekende, auteurs in het produceren van bloemlezingen. De Darkover-romans kunnen als fantasy met een SF-ondertoon of andersom worden beschouwd, aangezien Darkover een verloren kolonie van de aarde was waar psionische krachten zich hoog hadden ontwikkeld.
Waarschijnlijk is haar beroemdste enkele roman The Mists of Avalon, de legende van Camelot vanuit het standpunt van Guinevere en Morgana. Het boek groeide later uit tot een serie.
Onder de pseudoniemen Morgan Ives, Miriam Gardner, John Dexter en Lee Chapman, produceerde Marion Zimmer Bradley in de jaren 60 ook verscheidene romans met homoseksuele en lesbische thema's. Hoewel tamelijk tam volgens hedendaagse normen, werden ze destijds beschouwd als pornografie. Bradley weigerde de titels te onthullen.
In 1966 richtte Bradley mede de Society for Creative Anachronism op. Zij zou ook de naam bedacht hebben.
In 2000 ontving zij de World Fantasy Award voor haar levenswerk. Eerder had ze in 1984 de Locus Award gewonnen met The Mists of Avalon (Nevelen van Avalon).

## Gedeeltelijke bibliografie
Romans
- The Door Through Space (1961)
- Seven from the Stars (1961)
- The Colors Of Space (1963)
- Falcons of Narabedla (1964)
- Castle Terror (1965)
- Souvenir of Monique (1967)
- Bluebeard's Daughter (1968)
- The Jewels of Arwen (1974) (novelle)
- The Parting of Arwen (1974) (novelle)
- The Endless Voyage (1975)
- Drums of Darkness (1976)
- The Brass Dragon (1978)
- Ruins of Isis (1978)
- The Catch Trap (1979)
- The House Between the Worlds (1980)
- Survey Ship (1980)
- Night's Daughter (1985)
- Lythande (1986)
- Warrior Woman (1987)
- The Firebrand (1987) nl: Stormen over Troje
- Black Trillium (1990) (met Julian May en Andre Norton) nl: De Zwarte Trillium
- Lady of the Trillium (1995) nl: Vrouwe van de Trillium
- Tiger Burning Bright (1995) (met Mercedes Lackey and Andre Norton)
- The Gratitude of Kings (1997) (met Elisabeth Waters)

Verhalenbundels
- The Dark Intruder and Other Stories (1964)
- Grayhaven (1983) (met Paul Edwin Zimmer)
- The Best of Marion Zimmer Bradley (1985)
- Jamie and Other Stories (1988)

Series
- Atlantis serie
  -  Web of Light  (1983)
  -  Web of Darkness  (1983)
- Avalon serie
  - The Mists of Avalon (1979) nl: Nevelen van Avalon
    - Deel 1 Meesteres van de magie (1994) Engelstalig audioboek
    - Deel 2 De opperkoningin(1994) Engelstalig audioboek
    - Deel 3 Het koningshert (1994) Engelstalig audioboek
    - Deel 4 De gevangene in de eik (1994) Engelstalig audioboek

  - The Forest House (1993) (met Diana L. Paxson) nl: Het Huis in het Woud
  - The Lady of Avalon (1997) (met Diana L. Paxson) nl: Vrouwe van Avalon
  - The Priestess of Avalon (2000) (met Diana L. Paxson) nl: Priesteres van Avalon
  - The Ancestors of Avalon (2004) (grotendeels geschreven door Diana L Paxson) nl: Voorvaderen van Avalon
  - The Ravens of Avalon (2007) (grotendeels geschreven door Diana L. Paxson) nl: Raven van Avalon
  - Sword of Avalon (2009) (geschreven door Diana L. Paxson) nl: Wapen van Avalon.
  - Out of Avalon (1998) (met Diana L. Paxson e.a) nl: Voorbij Avalon
- Darkover serie
- - The Planet Savers (1962)
  -  The Sword of Aldones (1962)
  -  The Bloody Sun (1964) nl: De Rode Zon
  -  Stars of Danger (1965)
  -  World Wreckers (1971) nl: De Wereldbrekers
  -  Darkover Landfall (1972) nl: Darkover: Wereld van Waanzin
  -  The Spell Sword (1974)
  -  The Heritage of Hastur (1975)
  -  The Shattered Chain (1976)
  -  The Forbidden Tower (1977)
  -  Winds of Darkover (1977)
  -  Stormqueen! (1978) nl: Darkover: Vrouwe der Stormen
  -  Two to Conquer (1980) nl: De Macht van Twee
  -  Sharra's Exile (1981)
  -  Hawkmistress! (1982) nl: Haviksvrouwe
  -  Thendara House (1983)
  -  City of Sorcery (1984)
  -  The Heirs of Hammerfell (1989)
  -  Rediscovery (1993) (met Mercedes Lackey)
  -  Exile's Song (1996) (met Adrienne Martine-Barnes)
  -  The Shadow Matrix (1997) (met Adrienne Martine-Barnes)
  -  Traitor's Sun (1999) (met Adrienne Martine-Barnes)
  -  The Fall of Neskaya (2001) (met Deborah J. Ross)
  - Zandru's Forge (2003) (met Deborah J. Ross)
  - A Flame in Hali (2004) (met Deborah J. Ross)
- Survivors serie (met Paul Edwin Zimmer)
  - Hunters of the Red Moon (1973)
  - The Survivors (1979)
- Glenraven serie (met Holly Lisle)
  - Glenraven (1996)
  - In the Rift (1998)
- Colin McLaren serie
  - Witch Hill (1972)
  - The Inheritor (1984)
  - Dark Satanic (1988)
- Shadow's Gate serie (met Rosemary Edghill)
  - Ghostlight (1995) nl: Geestenlicht
  - Witchlight (1996) nl: Heksenlicht
  - Gravelight (1997) nl: Doodslicht
  - Heartlight (1998)
- Korte verhalen
  - Het hart van de heuvel (met Diana L. Paxson) uit de bundel Vrouwen van Avalon (samengesteld door Jennifer Roberson)
- Romans onder schuilnaam
  - Geschreven onder het pseudoniem Lee Chapman
    - I am a Lesbian (1962)

  - Geschreven onder het pseudoniem John Dexter
    - No Adam for Eve (1966)

  - Geschreven onder het pseudoniem Miriam Gardner
    - My Sister, My Love (1963)
    - Twilight Lovers (1964)
    - The Strange Women (1967)

  - Geschreven onder het pseudoniem Morgan Ives
    - Spare Her Heaven (1963)
    - Anything Goes (1964)
    - Knives of Desire (1966)
- Gedichten
  - The Maenads (1978)